# اسپرینگ‌فیلد (آرکانزاس)
اسپرینگ‌فیلد (انگلیسی: Springfield)، یک سکونتگاه ثبت نشده در آمریکا، واقع در قسمت شمال مرکزی آرکانزاس در شهرستان کانوی است.